# Мензис, Тобайас
Тоба́йас Ме́нзис (англ. Tobias Menzies; МФА [təˈbaɪəs ˈmenzɪz]; род. 7 марта 1974, Лондон, Англия, Великобритания) — британский актёр театра, кино и телевидения, лауреат премий «Эмми» и Гильдии киноактёров США. Известен по ролям Юния Брута в телесериале «Рим» (2005—2007), Фрэнка Рэндалла в телесериале «Чужестранка», Эдмура Талли в телесериале «Игра престолов» (2013-2019) и принца Филиппа в телесериале «Корона» (2019—2020).

## Биография
Тобайас Мензис родился 7 марта 1974 в Лондоне, в семье учительницы и продюсера телеканала BBC.
Когда ему было 6 лет, семья переехала в сельскую местность графства Кент. До 14 лет Мензис посещал экспериментальную школу Perry Court Steiner School недалеко от Кентербери, обучение в которой проходит по вальдорфской системе, основанной на идеях австрийского философа Рудольфа Штейнера, а затем школу Frensham Heights около Фарнема одновременно с будущей актрисой Хэтти Морахан и актёром и певцом Джимом Стерджессом.
Детским увлечением Мензиса был теннис, и сцена не входила в его планы до окончания школы. Его кумирами были Бьорн Борг, Джимми Коннорс, Джон Макинрой и Борис Беккер. Решающее значение при выборе профессии сыграла мать, которая в детстве часто брала сына с собой на театральные представления.
В 1993-94 учебном году Мензис прошёл курс актёрского мастерства в колледже Стратфорда-на-Эйвоне, в 1998 году окончил обучение в Королевской академии драматического искусства, и некоторое время практиковался в технике импровизации в The Spontaneity Shop.

## Карьера
Карьера Мензиса на телевидении началась с небольших ролей в телефильмах и популярных британских телесериалах «Чисто английские убийства» (2000), «Элита спецназа» (2002) и «Война Фойла» (2002). В одном из телесериалов — медицинской мыльной опере «Катастрофа» — Мензис появляется в регулярной роли в течение 13 и 14 сезона, играя наркозависимого сына доктора Макса Галлагера, одного из главных персонажей сериала.
Первое появление на большом экране состоялось в роли второго плана в многобещающей дебютной работе режиссёра и сценариста Джейми Трейвса, малобюджетной драме «The Low Down» (2000), главные роли в которой исполнили Эйдан Гиллен и Кейт Эшфилд.
Параллельно Мензис активно выступает в театрах Вест-Энда, как в классических постановках, так и в современных пьесах. Его театральный дебют состоялся в 1999 в трагикомедии болгарского писателя Христо Бойчева «Полковник-птица», повествующей о затерянной в балканских горах психиатрической лечебнице, враче-наркомане и семерых её пациентах, одного из которых — глухого актёра — сыграл Мензис. В 2003 году работа Мензиса в театре была отмечена номинацией на премию имени Иэна Чарльсона за исполнение роли Тузенбаха в постановке «Трёх сестёр» Майкла Блэкмора с Кристин Скотт Томас (Маша), Кейт Бертон (Ольга) и Мадлен Уоролл (Ирина).
В 2005 известность за пределами Великобритании актёру принесла роль римского сенатора Брута — одна из ролей первого плана в масштабном историческом телесериале «Рим», совместном проекте телеканалов BBC, HBO и RAI.
В этом же году, в перерыве между съёмками сериала, Мензис впервые выступил в театре с главной ролью, играя Гамлета в постановке Руперта Гулда вместе с Джейн Биркин (Гертруда) и Хилтоном Макри (Клавдий). Постановка получила противоречивые отзывы: Sunday Telegraph назвала её «полной странных идей», корреспондент The Telegraph посоветовал Гулду «меньше умничать и большое работать с текстом», а корреспондент The Guardian — задуматься над «недостатком здравого смысла». Однако игра самого Мензиса была положительно оценена критиками

.
Несмотря на занятость в рекламной кампании «Рима», в конце 2005 Мензис присоединился к гастрольному туру в качестве актёра второго состава новой успешной пьесы Алана Беннетта «Любители истории» в роли учителя Ирвина, прообразом которого был Нил Фергюсон. Критики отметили, что Ирвин в исполнении Мензиса отличался большей уязвимостью, что добавило персонажу привлекательности.
Конец 2005 также ознаменовался слухами о романе Мензиса с Кристин Скотт Томас. Несмотря на то, что эти отношения не получили продолжения, по мнению журналистов именно роман с молодым 31-летним актёром разрушил брак 45-летней Скотт Томас с отцом её троих детей Франсуа Оливенном, с которым она прожила вместе 18 лет.
В 2006 очередной перерыв между съёмками «Рима» актёр использует, чтобы принять участие в ещё одном международном проекте — очередном фильме бондианы «Казино „Рояль“» c Дэниелом Крейгом в главной роли. Мензис сыграл небольшую роль Вильерса, помощника главы МИ-6 (в исполнении Джуди Денч), заменившего одновременно двух книжных персонажей мисс Манипенни и Билла Таннера, и озвучил досье Бонда на официальном сайте фильма. Картина стала четвёртой самой прибыльной по итогам 2006 года, а также самой прибыльной во всей франшизе о Джеймсе Бонде на тот момент.
Очередное заметное появление на экране состоялось в роли зоолога фон Корена в американской экранизации чеховской повести «Дуэль», снятой в 2008 в Хорватии израильским режиссёром грузинского происхождения Довером Косашвили. Главные роли в фильме исполнили Эндрю Скотт (Лаевский) и Фиона Гласкотт (Надежда Фёдоровна). Картина была положительно встречена американскими критиками, русские критики отметили значительное визуальное заимствование из экранизации Хейфица и упрощение сюжета, из которого практически было исключено преображение Лаевского.
Параллельно с работой в театре Мензис продолжает играть в британских телесериалах эпизодические роли: «Раскопки», «Питер Кингдом вас не бросит», «Призраки», «Закон и порядок: Лондон», «Гуща событий» и роли второго плана: «Бездна» (2010), «Граница тени» (2011) и «Вечный закон» (2011).
В «Вечном законе», рассказывающем о двух ангелах-адвокатах в исполнении Сэмюэля Уэста и Уквели Роача, Мензис сыграл их протагониста, демона-прокурора. Критики отрицательно отнеслись к попытке авторов повторить успех «Жизни на Марсе» и «Праха к праху», совместив судебную драму с фэнтази, и оценили сериал как «нелепый» и «напыщенный, неубедительный и слащавый», но отметили усилия Мензиса и остального актёрского состава

. После падения рейтинга с 5,43 млн зрителей (1 серия) до 2,95 млн (5 серия) «Вечный закон» был снят с производства телеканалом ITV.
В 2011 выходит на экраны малобюджетная независимая мелодрама «Не забывай меня», рассказывающая камерную историю о зарождающихся чувствах между персонажами Мензиса и Женевьев О’Рейли. Фильм получил в целом положительные отзывы критиков и был отмечен призами на фестивалях независимых фильмов в Лондоне и Лас-Вегасе, но первая для Мензиса кинороль первого плана осталась практически незамеченной зрителями из-за ограниченного проката фильма.
Вместе с Лиамом Каннингемом и Дэвидом Уорнером присоединяется к экипажу русской подводной лодки, захваченной марсианским ледяным воином в серии "Холодная война культового фантастического сериала «Доктор Кто» по сценарию Марка Гэттиса. Несмотря на невысокие зрительские рейтинги серии, критики отметили игру приглашенных актёров. В рецензии на Digital Spy Морган Джеффри наградил серию пятью звездами из пяти и написал, что в серии «был представлен самый лучший подбор приглашённых звёзд с момента возрождения шоу в 2005 году».

## Роли в театре
| Дата постановки                | Место проведения                       | Русское название          | Оригинальное название     | Автор | Режиссёр                                   | Роль                  |
| ------------------------------ | -------------------------------------- | ------------------------- | ------------------------- | --- | ------------------------------------------ | --------------------- |
| 1 апреля — 1 мая 1999          | Gate Theatre, Лондон                   | Полковник-птица           | The Colonel Bird          | Христо Бойчев | Руперт Гулд                                | Хачо Иванов           |
| 19 апреля — 27 мая 2000        | Royal Exchange Theatre, Манчестер      | Так поступают в свете     | The Way of the World      | Уильям Конгрив | Мэтью Ллойд                                | Уитвуд                |
| 1 сентября — 3 сентября 2000   | Lawrence Batley Theatre, Хаддерсфилд   | Свет                      | Light                     | Саймон Макбёрни Мэтью Бротон (по роману Торгни Линдгрена) | Саймон Макбёрни Théâtre de Complicité      | Олаф/священник        |
| 7 сентября — 9 сентября 2000   | Clwyd Theatr Cymru, Молд               | Свет                      | Light                     | Саймон Макбёрни Мэтью Бротон (по роману Торгни Линдгрена) | Саймон Макбёрни Théâtre de Complicité      | Олаф/священник        |
| 20 сентября — 23 сентября 2000 | The Lowry, Солфорд                     | Свет                      | Light                     | Саймон Макбёрни Мэтью Бротон (по роману Торгни Линдгрена) | Саймон Макбёрни Théâtre de Complicité      | Олаф/священник        |
| 5 октября — 7 октября 2000     | Theatre Royal, Плимут                  | Свет                      | Light                     | Саймон Макбёрни Мэтью Бротон (по роману Торгни Линдгрена) | Саймон Макбёрни Théâtre de Complicité      | Олаф/священник        |
| 18 октября — 21 октября 2000   | Theatre Royal, Бат                     | Свет                      | Light                     | Саймон Макбёрни Мэтью Бротон (по роману Торгни Линдгрена) | Саймон Макбёрни Théâtre de Complicité      | Олаф/священник        |
| 31 октября — 18 ноября 2000    | Almeida Theatre, Лондон                | Свет                      | Light                     | Саймон Макбёрни Мэтью Бротон (по роману Торгни Линдгрена) | Саймон Макбёрни Théâtre de Complicité      | Олаф/священник        |
| 11 сентября — 10 ноября 2001   | Almeida Theatre, Лондон                | Платонов                  | Platonov                  | А. П. Чехов | Джонатан Кент                              | Войницев              |
| 11 октября — 26 октября 2002   | Royal Theatre, Нортгемптон             | Аркадия                   | Arcadia                   | Том Стоппард | Руперт Гулд                                | Валентайн Каверли     |
| 31 октября — 16 ноября 2002    | Playhouse, Солсбери                    | Аркадия                   | Arcadia                   | Том Стоппард | Руперт Гулд                                | Валентайн Каверли     |
| 3 апреля — 18 мая 2003         | Playhouse Theatre, Лондон              | Три сестры                | Three Sisters             | А. П. Чехов | Майкл Блэкмор                              | Тузенбах              |
| 24 сентября — 27 сентября 2003 | Nuffield Theatre, Саутгемптон          | Пляска сержанта Масгрейва | Serjeant Musgrave's Dance | Джон Арден | Шон Холмс Oxford Stage Company             | Хёрст                 |
| 30 сентября — 4 октября 2003   | Everyman Theatre, Челтнем              | Пляска сержанта Масгрейва | Serjeant Musgrave's Dance | Джон Арден | Шон Холмс Oxford Stage Company             | Хёрст                 |
| 14 октября — 18 октября 2003   | Greenwich Theatre, Лондон              | Пляска сержанта Масгрейва | Serjeant Musgrave's Dance | Джон Арден | Шон Холмс Oxford Stage Company             | Хёрст                 |
| 21 октября — 25 октября 2003   | Northcott Theatre, Эксетер             | Пляска сержанта Масгрейва | Serjeant Musgrave's Dance | Джон Арден | Шон Холмс Oxford Stage Company             | Хёрст                 |
| 29 октября — 1 ноября 2003     | Traverse Theatre, Эдинбург             | Пляска сержанта Масгрейва | Serjeant Musgrave's Dance | Джон Арден | Шон Холмс Oxford Stage Company             | Хёрст                 |
| 4 ноября — 8 ноября 2003       | The Playhouse, Оксфорд                 | Пляска сержанта Масгрейва | Serjeant Musgrave's Dance | Джон Арден | Шон Холмс Oxford Stage Company             | Хёрст                 |
| 11 ноября — 15 ноября 2003     | Theatre Royal, Бери-Сент-Эдмундс       | Пляска сержанта Масгрейва | Serjeant Musgrave's Dance | Джон Арден | Шон Холмс Oxford Stage Company             | Хёрст                 |
| 18 ноября — 22 ноября 2003     | Theatre Royal, Йорк                    | Пляска сержанта Масгрейва | Serjeant Musgrave's Dance | Джон Арден | Шон Холмс Oxford Stage Company             | Хёрст                 |
| 17 марта — 3 апреля 2005       | Royal Theatre, Нортгемптон             | Гамлет                    | Hamlet                    | Уильям Шекспир | Руперт Гулд                                | Гамлет, принц Датский |
| 23 сентября — 28 сентября 2005 | Королевский национальный театр, Лондон | Любители истории          | The History Boys          | Алан Беннетт | Саймон Кокс Королевский национальный театр | Ирвин                 |
| 4 октября — 8 октября 2005     | Theatre Royal, Ньюкасл-апон-Тайн       | Любители истории          | The History Boys          | Алан Беннетт | Саймон Кокс Королевский национальный театр | Ирвин                 |
| 11 октября — 15 октября 2005   | Theatre Royal, Плимут                  | Любители истории          | The History Boys          | Алан Беннетт | Саймон Кокс Королевский национальный театр | Ирвин                 |
| 18 октября — 22 октября 2005   | Lyceum Theatre, Шеффилд                | Любители истории          | The History Boys          | Алан Беннетт | Саймон Кокс Королевский национальный театр | Ирвин                 |
| 25 октября — 29 октября 2005   | Theatre Royal, Норвич                  | Любители истории          | The History Boys          | Алан Беннетт | Саймон Кокс Королевский национальный театр | Ирвин                 |
| 1 ноября — 5 ноября 2005       | The Lowry, Солфорд                     | Любители истории          | The History Boys          | Алан Беннетт | Саймон Кокс Королевский национальный театр | Ирвин                 |
| 8 ноября — 12 ноября 2005      | New Victoria Theatre, Уокинг           | Любители истории          | The History Boys          | Алан Беннетт | Саймон Кокс Королевский национальный театр | Ирвин                 |
| 15 ноября — 19 ноября 2005     | Theatre Royal, Глазго                  | Любители истории          | The History Boys          | Алан Беннетт | Саймон Кокс Королевский национальный театр | Ирвин                 |
| 22 ноября — 26 ноября 2005     | Milton Keynes Theatre, Милтон-Кинс     | Любители истории          | The History Boys          | Алан Беннетт | Саймон Кокс Королевский национальный театр | Ирвин                 |
| 14 марта — 7 апреля 2007       | Lyceum Theatre, Шеффилд                | Вишнёвый сад              | The Cherry Orchard        | А. П. Чехов | Джонатан Миллер                            | Пётр Трофимов         |
| 25 октября — 8 декабря 2007    | Almeida Theatre, Лондон                | Облако девять             | Cloud Nine                | Кэрил Черчилл | Теа Шаррок                                 | Гарри Багли/Мартин    |
| 30 октября — 29 ноября 2008    | Everyman Theatre, Ливерпуль            | Король Лир                | King Lear                 | Уильям Шекспир | Руперт Гулд Headlong Theatre               | Эдгар, сын Глостера   |
| 29 января — 28 марта 2009      | Young Vic Theatre, Лондон              | Король Лир                | King Lear                 | Уильям Шекспир | Руперт Гулд Headlong Theatre               | Эдгар, сын Глостера   |
| 14 декабря — 16 декабря 2009   | Wilton’s Music Hall, Лондон            | Эдмонд                    | Edmond                    | Дэвид Мэмет | Эллиот Кауэн                               | Эдмонд Берк           |
| 11 января — 7 мая 2011         | Comedy Theatre, Лондон                 | Детский час               | The Children's Hour       | Лилиан Хеллман | Иэн Риксон                                 | доктор Джозеф Кардин  |
| 1 сентября — 15 октября 2011   | доки Святой Екатерины, Лондон          | Десятилетие               | Decade                    | Самюэл Адамсон Майкл Бартлетт Алеки Блайт Бен Эллис Элла Хиксон Самюэл Ди Хантер Джон Логан Мэтью Лопес Мона Мансур Ди-Си Мур Эби Морган Рори Малларки Линн Ноттидж Харрисон Риверс Саймон Шама Кристофер Шинн Бет Стил Александра Вуд | Руперт Гулд Headlong Theatre               | участник событий 9/11 |
| 9 февраля — 14 апреля 2012     | Donmar Warehouse, Лондон               | Офицер-вербовщик          | The Recruiting Officer    | Джордж Фаркер | Джози Рурк                                 | капитан Плюм          |
| 17 июля — 3 августа 2013       | Royal National Theatre, Лондон         | Тишина                    | The Hush                  | Мэтью Херберт | Мэтью Херберт                              |                       |
| 7 января — 7 февраля 2015      | отель The May Fair, Лондон             | Лихорадка                 | The Fever                 | Уоллес Шон | Роберт Айк                                 | моноспектакль         |
| 14 августа 2015                | Almeida Theatre, Лондон                | Илиада                    | The Iliad                 | Гомер | Руперт Гулд Роберт Айк                     | чтение                |
| 5 февраля — 26 марта 2016      | Almeida Theatre, Лондон                | Дядя Ваня                 | Uncle Vanya               | А. П. Чехов | Роберт Айк                                 | Астров                |

## Фильмография
| Год       |     | Русское название            | Оригинальное название                | Роль                                                          |
| --------- | --- | --------------------------- | ------------------------------------ | ------------------------------------------------------------- |
| 1998—2000 | с   | Катастрофа                  | Casualty                             | Фрэнк Галлахер (13—14 сезон)                                  |
| 2000      | с   | Долгота                     | Longitude                            | секретарь сэра Эдмунда Галлея                                 |
| 2000      | тф  | Лето в пригороде            | Summer in the Suburbs                | школьный психолог                                             |
| 2000      | с   | Чисто английские убийства   | Midsomer Murders                     | Джек Дорсет (в серии «Судный день»)                           |
| 2000      | ф   | Подноготная                 | The Low Down                         | Джон                                                          |
| 2002      | с   | Я тебя вижу                 | I Saw You                            | Винс                                                          |
| 2002      | с   | Элита спецназа              | Ultimate Force                       | связной МИ5 по прозвищу Ящик 500 (3 серии)                    |
| 2002      | с   | Война Фойла                 | Foyle's War                          | Стэнли Эллис (в серии «Белое перо»)                           |
| 2002      | кор | Знание                      | The Knowledge                        | Дэвид                                                         |
| 2003      | ф   | Волшебная страна            | Finding Neverland                    | попечитель театра                                             |
| 2004      | ф   | Джим с Пиккадилли           | Piccadilly Jim                       | Редж                                                          |
| 2005      | ф   | Последний палач             | Pierrepoint                          | лейтенант Ллеуэлин                                            |
| 2005      | тф  | Очень общительный секретарь | A Very Social Secretary              | Кит                                                           |
| 2005—2007 | с   | Рим                         | Rome                                 | Марк Юний Брут                                                |
| 2006      | ф   | Казино «Рояль»              | Casino Royale                        | Вильерс (помощник M)                                          |
| 2007      | тф  | Доводы рассудка             | Persuasion                           | Уильям Эллиот                                                 |
| 2007      | ф   | Искупление                  | Atonement                            | морской офицер в Дюнкерке                                     |
| 2007      | тф  | Освобождение Бельзена       | The Relief of Belsen                 | лейтенант Дэррик Сингтон                                      |
| 2008      | с   | Сказки для взрослых         | Fairy Tales                          | Эйди (в серии «Новое платье королевы»)                        |
| 2008      | с   | Раскопки                    | Bonekickers                          | Скотт Уилсон (в серии «Иди вслед за Лучом»)                   |
| 2009      | с   | Питер Кингдом вас не бросит | Kingdom                              | Дэвид Морстон (в 6 серии 3 сезона)                            |
| 2009      | с   | Разрыв                      | Pulling                              | Стефан (в 1 серии 3 сезона)                                   |
| 2009      | с   | Призраки                    | Spooks                               | министр внутренних дел Эндрю Лоуренс (в 7 и 8 серии 8 сезона) |
| 2010      | ф   | Дуэль                       | Anton Chekhov's The Duel             | Николай Васильевич фон Корен                                  |
| 2010      | мф  | Сапоги на Уайтхолле         | Jackboots on Whitehall               | капитан Инглиш / генерал Монтгомери (озвучивание)             |
| 2010      | ф   | Не забывай меня             | Forget Me Not                        | Уилл Флетчер                                                  |
| 2010      | с   | Бездна                      | The Deep                             | Реймонд Хопкинс                                               |
| 2010      | с   | Сердце всякого человека     | Any Human Heart                      | Ян Флеминг                                                    |
| 2010      | с   | Закон и порядок: Лондон     | Law & Order: UK                      | Сэмюэл Кейн (в серии «Скелеты»)                               |
| 2011      | с   | Граница тени                | The Shadow Line                      | Росс Маговерн                                                 |
| 2011      | ф   | Без истерики!               | Hysteria                             | мистер Скуайрз                                                |
| 2011      | кор | Дверь                       | The Door                             | мужчина с крыльями                                            |
| 2011      | с   | Вечный закон                | Eternal Law                          | Ричард Пембрук                                                |
| 2012      | док | Шекспир Саймона Шама        | Simon Schama's Shakespeare           | Гамлет, принц Датский / Эдгар, сын Глостера                   |
| 2012      | кор | Нора                        | Nora                                 | Ричард                                                        |
| 2012      | с   | Гуща событий                | The Thick of It                      | Саймон Вейр (в 6 серии 4 сезона)                              |
| 2012      | с   | Государственная тайна       | Secret State                         | премьер-министр Чарльз Флайт                                  |
| 2012      | с   | Старость — не радость       | Getting On                           | доктор Том Керзли (3 серии)                                   |
| 2013      | с   | Чёрное зеркало              | Black Mirror                         | Лиам Монро (в серии «Момент для Уолдо»)                       |
| 2013      | с   | Доктор Кто                  | Doctor Who                           | лейтенант Степашин (в серии «Холодная война»)                 |
| 2013—2019 | с   | Игра престолов              | Game of Thrones                      | лорд Эдмур Талли (в 3, 6 и 8 сезонах)                         |
| 2013      | док |                             | Up all Night: The Nightclub Toilet   | голос за кадром                                               |
| 2013      | док |                             | Imagine                              | голос за кадром (в серии «Эдмунд де Валь: Чайники или жизнь») |
| 2013      | кор | Подарок на день рождения    | The Birthday Gift                    | Дэвид                                                         |
| 2014      | с   | Безмолвный свидетель        | Silent Witness                       | Грег Уокер (в серии «Удар милосердия»)                        |
| 2014      | с   | Благородная женщина         | The Honourable Woman                 | Натаниэл Блум                                                 |
| 2014—2018 | с   | Чужестранка                 | Outlander                            | Фрэнк Рэндалл / капитан Джек Рэндалл                          |
| 2014      | кор |                             | Off the Page: Groove Is in the Heart | Марк                                                          |
| 2014      | с   | Щенячья любовь              | Puppy Love                           | Александр (в 1 серии)                                         |
| 2014      | ф   | Чёрное море                 | Black Sea                            | Льюис                                                         |
| 2015      | с   | Катастрофа                  | Catastrophe                          | доктор Харрис                                                 |
| 2016      | с   | Ночной администратор        | The Night Manager                    | Джеффри Дромгул                                               |
| 2017      | ф   | Другой мир: Войны крови     | Underworld: Blood Wars               | Мариус                                                        |
| 2018      | с   | Террор                      | The Terror                           | Джеймс Фицджеймс                                              |
| 2018      | тф  | Король Лир                  | King Lear                            | герцог Корнуэл                                                |
| 2019—2020 | с   | Корона                      | The Crown                            | Филипп, герцог Эдинбургский                                   |
| 2019      | ф   | Кармилла                    | Carmilla                             | доктор                                                        |
| 2019      | с   | Вверх дном                  | This Way Up                          | Ричард                                                        |
| 2025      | ф   | F1                          | F1: The Movie                        | Питер Баннинг                                                 |

## Награды и номинации
Награды
- 2016 — Премия «Спутник» в категории «Лучший актёрский состав в телесериале» за телесериал «Чужестранка»
- 2020 — Премия «Спутник» в категории «Лучшая мужская роль в телевизионном сериале — драма» за роль принца Филиппа в телесериале «Корона»
- 2020 — Премия Гильдии киноактёров США в категории «Лучший актёрский состав в драматическом сериале» за телесериал «Корона»
- 2021 — Премия Гильдии киноактёров США в категории «Лучший актёрский состав в драматическом сериале» за телесериал «Корона»
- 2021 — Премия «Эмми» в категории «Лучшая мужская роль второго плана в драматическом телесериале» за роль принца Филиппа в телесериале «Корона»

Номинации
- 2003 — Номинация на премию Иэна Чарльсона (лучшее исполнение классической пьесы молодым актёром/актрисой) за роль барона Тузенбаха в пьесе «Три сестры»
- 2015 — Номинация на премию «Сатурн» в категории «Лучший телеактёр» за роль Фрэнка Рэндалла/Джека Рэндалла в телесериале «Чужестранка»
- 2016 — Номинация на премию «Золотой глобус» в категории «Лучшая мужская роль второго плана — мини-сериал, телесериал или телефильм» за роль Фрэнка Рэндалла/Джека Рэндалла в телесериале «Чужестранка»
- 2020 — Номинация на премию «Золотой глобус» в категории «Лучшая мужская роль в телевизионном сериале — драма» за роль принца Филиппа в телесериале «Корона»
- 2020 — Номинация на премию «Выбор телевизионных критиков» в категории «Лучшая мужская роль в драматическом сериале» за роль принца Филиппа в телесериале «Корона»
- 2021 — Номинация на телевизионную премию BAFTA в категории «Лучшая мужская роль второго плана» за роль принца Филиппа в телесериале «Корона»
- 2021 — Номинация на премию «Выбор телевизионных критиков» в категории «Лучшая мужская роль второго плана в драматическом сериале» за роль принца Филиппа в телесериале «Корона»
- 2021 — Номинация на премию «Спутник» в категории «Лучшая мужская роль в телевизионном сериале — драма» за роль принца Филиппа в телесериале «Корона»